# Atyriodes guiriana
Atyriodes guiriana là một loài bướm đêm trong họ Geometridae.